# 大衛·米爾曼
大衛·平胡索維奇·米爾曼（俄语：Дави́д Пи́нхусович Ми́льман，羅馬化：David Pinhusovich Milman，1912年1月15日—1982年7月12日）是一名蘇聯數學家，專門研究泛函分析。他是蘇聯泛函分析學派主要人物之一。1970年代，他移居以色列，在特拉維夫大學任教。
米爾曼以發展泛函分析方法而知名，特別是在運算元理論，與來自數學物理學的具體問題密切相關，特別是微分方程與簡正模。克林-米爾曼定理和米爾曼-佩蒂斯定理就是以他的名字命名。
米爾曼於1939年在敖德薩州立大學獲得博士學位，導師為馬克·克林。
他是數學家維塔利·米爾曼和皮埃爾·米爾曼的父親，也是數學家伊曼紐·米爾曼（Emanuel Milman）和生物化學家帕維爾·米爾曼（Pavel Milman）的祖父。

## 外部連結
- 大衛·米爾曼在數學譜系計畫的資料。